# Sudiți
Sudiți è un comune della Romania di 2 247 abitanti, ubicato nel distretto di Ialomița, nella regione storica della Muntenia.
Il comune è formato dall'unione di 2 villaggi: Gura Văii e Sudiți.